# Allophylus nigrescens
Allophylus nigrescens är en kinesträdsväxtart som beskrevs av Carl Ludwig von Blume. Allophylus nigrescens ingår i släktet Allophylus och familjen kinesträdsväxter. Inga underarter finns listade i Catalogue of Life.